# 纳玛山国家公园
纳玛山国家公园，另译拿马山国家公园，缅甸的一个国家公园，占地275.3 sq mi（713 km2）。成立于2010年，被列为東協遺產公園之一。海拔高度为2,430至10,070英尺（740至3,070米）环绕钦邦敏達鎮區和甘貝萊鎮區的纳玛山。2004年，纳玛山被指定为重点鸟区，國際鳥盟和日本高知县立牧野植物园与国家公园管理局合作在此开展研究。